# Rafic Nahra
Rafic Nahra, né le 27 janvier 1959 à Ismaïlia en Égypte, est un évêque auxiliaire catholique, du patriarcat latin de Jérusalem depuis le 11 mars 2022.

## Biographie

### Famille
Rafic Nahra naît le 27 janvier 1959 à Ismaïlia en Égypte au sein d'une famille libanaise, et grandit au Liban.

### Formation d'ingénieur
Il est en classes préparatoires aux grandes écoles françaises à l’École supérieure d'ingénieurs de Beyrouth de l'Université Saint-Joseph de Beyrouth puis part en France, à l'âge de 20 ans où il intègre l'École nationale des ponts et chaussées dont il est diplômé en 1982. Il exerce ensuite le métier d'ingénieur pendant deux ans pour la société Géodia. Il parle l’arabe, l’hébreu, le français, l’anglais et l'italien.

### Formation de prêtre
En 1987, il entre au séminaire de Paris puis poursuit à Rome des études ecclésiastiques avec l'obtention d'un baccalauréat de théologie de l'Université pontificale grégorienne en 1991. Il est ordonné prêtre en 1992 par l'archevêque de Paris, Jean-Marie Lustiger, pour le diocèse de Paris. Dans le cadre de ses études, il est envoyé à Jérusalem de février à septembre 1993. Il est titulaire d'une maîtrise en Écriture sainte de l'Institut biblique de Rome en 1994.

## Principaux ministères
De 1994 à 2001, il est directeur spirituel à la maison Saint-Augustin et enseignant en exégèse biblique à l’École cathédrale de Paris. De 2001 à 2004, il est vicaire à la paroisse Saint-François-de-Molitor, tout en enseignant l’exégèse biblique. 
En 2004, il retourne en Terre sainte pour préparer un master en pensée juive à l’Université hébraïque de Jérusalem. Il sert la paroisse maronite de Jérusalem et commence son service pastoral au vicariat Saint-Jacques pour les catholiques hébréophones jusqu'en 2007.
À partir de septembre 2007 et jusqu'en septembre 2011, il sert six mois par an à Paris comme vicaire à la paroisse Saint-Augustin, et comme enseignant et directeur du pôle de recherche « Judaïsme et Christianisme » au collège des Bernardins, et passe les six autres mois en service pastoral au vicariat Saint-Jacques tout en préparant un doctorat de philosophie, en littérature judéo-arabe, à l’université hébraïque de Jérusalem.
De 2011 à 2014, il se concentre sur ses recherches doctorales qui s'achèveront en 2016.
À partir de septembre 2014, il est nommé responsable de la communauté catholique hébréophone de Jérusalem qui se rassemble au couvent Saint-Siméon et Sainte-Anne.
Lorsque le père David Neuhaus démissionne de ses charges en septembre 2017, il lui succède comme coordinateur pour la Pastorale des migrants.
Le 21 octobre 2017, l'administrateur apostolique du Patriarcat latin de Jérusalem, Pierbattista Pizzaballa le nomme vicaire patriarcal du vicariat Saint-Jacques pour les catholiques de langue hébraïque en Israël,, et à partir de la Pentecôte 2018 vicaire patriarcal pour les migrants et les demandeurs d’asile dans l'état hébreu.
le 11 mars 2022, le pape François le nomme évêque auxiliaire au sein du Patriarcat latin de Jérusalem.
Le 27 mars 2025, l'archevêque de Paris, Laurent Ulrich lui remet le titre de docteur honoris causa de la faculté Notre-Dame de Paris.